# Petra (Rumunia)
Petra – wieś w Rumunii, w okręgu Mehedinți, w gminie Bâcleș. W 2011 roku liczyła 212 mieszkańców.